# Новое Завражье (Тверская область)
Но́вое Завра́жье  — деревня в Конаковском районе Тверской области России, входит в состав Дмитровогорского сельского поселения.
Расположена на берегу Коровинского залива Иваньковского водохранилища.

## Население
| 2010 |
| ---- |
| 8    |